# 佐久間村 (静岡県)
佐久間村（さくまむら）は静岡県の西部、豊田郡・磐田郡に属していた村である。
浜松市天竜区西部、飯田線と天竜川の合流点付近にあたる。

## 地理
- 山：橿山、戸口山、愛宕山、矢岳山
- 峠：二本杉峠
- 河川：天竜川

佐久間ダムは本村の廃止と同時期に完成。

## 歴史
- 1889年（明治22年）4月1日 - 町村制の施行により、佐久間村、中部村、半場村が合併して豊田郡佐久間村が発足。
- 1896年（明治29年）4月1日 - 郡制の施行により所属郡が磐田郡に変更。
- 1956年（昭和31年）9月30日 - 浦川町・山香村・城西村と合併して佐久間町が発足。同日佐久間村廃止。
- 2005年（平成17年）7月1日 - 佐久間町が浜松市に編入。
- 2007年（平成19年）4月1日 - 浜松市が政令指定都市に移行し、旧村域が天竜区となる。

## 交通

### 鉄道路線
- 日本国有鉄道
  - 飯田線
    - 中部天竜駅 - 佐久間駅

1955年（昭和30年）11月11日まで豊根口駅、天龍山室駅が所在したが、佐久間ダムの建設による路線変更で廃止されている。また、中部天竜駅（ちゅうぶてんりゅうえき）の名称の由来は、本村の大字中部（なかっぺ、現なかべ）である。